# Jagelló Anna magyar királyné
Jagelló Anna (csehül: Anna Jagellonská, lengyelül: Anna Jagiellonka, horvátul: Ana Jagelović, litvánul: Ona Jogailaitė, németül: Anna Jagiello, latinul: Anna Jagellonica; Buda, 1503. július 23. – Prága, 1547. január 27.) magyar és cseh királyi hercegnő, osztrák főhercegné, magyar, cseh, valamint német királyné. II. (Jagelló) Ulászló magyar, cseh és horvát király, valamint Candale-i Anna leánya, II. Lajos nővére.

## Élete
Candale-i Anna az Ulászlóval 1502. szeptember 29-én Székesfehérvárott kötött házasságot követően a várakozásoknak megfelelően szinte azonnal teherbe is esett.
A várva várt fiú helyett lány született, de így is nagy öröm volt az uralkodópár első gyermekének érkezése, mikor 1503. július 23-án világra jött egy életerős kislány, és a királyné is jó egészségnek örvendett. A legifjabb hercegnőnek a magyar trónöröklési joga ugyan kétséges volt még ebben a pillanatban, de minden remény megvolt arra, hogy a várva várt fiú is kövesse az új jövevényt.
Anna az Árpád-házi királyokig vissza tudta vezetni a származását, hiszen leányágon IV. Béla magyar király 10. (generációs) leszármazottja volt. A Navarrai Királyság trónöröklési listáján viszont, mely királyság címere Anna hercegnő édesanyjának a címerében is szerepelt, I. Eleonóra navarrai királynő dédunokájaként a születésekor az édesanyja mögött a 14. helyen állt, és Navarrában legalább a nők is örökölhették a trónt, hiszen ekkor is egy nő, édesanyja elsőfokú unokatestvére, I. (Foix) Katalin uralkodott.
1505 februárjában a 18 éves Szapolyai János, illetőleg az ő nevében az anyja, Piast Hedvig tescheni hercegnő feleségül kérte a királyi pár leányát, a 19 hónapos Annát, akinek Tescheni Hedvig az egyik keresztanyja volt, azonban az udvar a leánykérést a lehető legudvariasabb formában ugyan, de elutasította. Anna hercegnő jegyeséül először Perényi Imre volt kiszemelve, akit még 1504 májusában Corvin János ellenében választottak nádorrá, de hamar felhagyott ezzel az ötlettel a király, ugyanis 1505. július 19-én megindultak a tapogatózások I. Miksával a kétéves Anna hercegnő és a vele egyidős Ferdinánd főherceg házasságáról.
1505. október 13-án a rákosi végzés értelmében kifejezésre juttatták a rendek azon óhajukat, hogy II. Ulászló fiúörökös nélküli halála esetén többé nem választanak idegen uralkodót, és a leányági öröklést, így Anna hercegnő trónöröklési jogát nem ismerik el. A király ezt kijátszva titokban követséget küldött I. Miksához a családi szerződés megkötése ügyében. 1506. március 20-án a Jagelló- és a Habsburg-ház szerződést kötött a rákosi végzés hatálytalanítására Bécsújhelyen, melynek értelmében I. Miksa unokája, Ferdinánd feleségül veszi Annát, míg II. Ulászló esetleg születendő fia, a későbbi II. Lajos pedig elveszi Ferdinánd húgát, Mária főhercegnőt. A szerződésnek az adott nyomatékot, hogy Anna királyné ekkor nagyjából három hónapos terhes volt.
Anna hercegnő hároméves és háromnapos volt, amikor édesanyja, Candale-i Anna magyar királyné 1506. július 26-án meghalt gyermekágyi lázban, három héttel azután, hogy világra hozta a fiát, Anna öccsét, Lajost.
1507. november 12-én Budán megkötötték a végleges örökösödési szerződést a kettős házasságról, Anna hercegnő és Lajos herceg eljegyzéséről a Habsburg főhercegekkel. Miután a kis II. Lajost az apjuk magyar királlyá koronáztatta 1508. június 4-én Székesfehérvárott, Anna az öccsével közösen külön udvartartást kapott, melyben a személyzetük édesanyjuk udvartartásának egykori tagjaiból lett összeállítva.
1515. július 19-én a bécsi királytalálkozón megerősítették a Habsburg–Jagelló házassági szerződést. Az összejövetelen három uralkodó: I. Miksa német-római császár, II. Ulászló magyar király és öccse I. Zsigmond lengyel király vett részt, valamint a jegyesek: Miksa unokája, Mária és II. Ulászló gyermekei: Anna és Lajos.
1515. július 22-én zajlott le a hivatalos kézfogó. Ferdinánd infáns-főherceg nevében Miksa a bécsi Szent István Székesegyházban ünnepélyesen eljegyezte Anna hercegnőt, Lajos ifjabb király pedig Mária infáns-főhercegnőt. A hozomány 200 ezer–200 ezer arany volt, melyek kiegyenlítették egymást.
A bécsi összejövetel után Anna már nem tért haza Magyarországra, hanem Ausztriában maradt. 1517 és 1521 között Tirol székhelyén, az innsbrucki Neuer Burgban együtt nevelkedett leendő sógornőjével, Habsburg Máriával.
Anna 1521. május 26-án Linzben ment férjhez Ferdinánd főherceghez, a későbbi I. Ferdinánd magyar királyhoz. Anna és Ferdinánd, valamint II. Lajos és Mária házasságaihoz szükséges volt pápai felmentést, diszpenzációt kérni, hiszen nagyon közeli rokonsági kapcsolatban álltak egymással. Jagelló Anna és II. Lajos édesanyja, Candale-i Anna másodfokú unokatestvére volt a gyermekei házastársainak, Ferdinándnak és Máriának. Ferdinánd a feleségét már röviddel a házasságkötés után Trieszt püspökével, Pietro Bonomo humanistával együtt udvari tanácsának elnökévé tette.
1523. október 12-én Anna már mint osztrák főhercegné látogatott haza Magyarországra, ahol Sopronban találkozott a két szomszédos ország uralkodója, II. Lajos és I. Ferdinánd a feleségeik társaságában, így Anna mellett Habsburg Mária királyné is jelen volt. 1523. október 15-én pedig Bécsújhelyen folytatódott a csúcstalálkozó. A bécsújhelyi találkozó több fontos diplomáciai ügy mellett érintette Anna főhercegné ausztriai helyzetét és megbecsülését is, melyet nem az öccse, a magyar király vetett fel, hanem a magyar urak, akik Anna hitbérének elmaradt rendezését követelték a férjtől, Ferdinándtól, melyre még nagyapja, I. Miksa császár vállalt kötelezettséget.
Miután II. Lajos 1526-ban a mohácsi csatában meghalt, Magyarországon két markánsan eltérő vélemény alakult ki az új király személyét illetően.
A magyarok egy része azonban az 1505 októberében megfogalmazott rákosi végzés értelmében nem akart idegen uralkodót, és mivel Anna házassága is a rendek beleegyezése nélkül történt meg, 1526. november 10-én Székesfehérvárott királlyá választották Szapolyai Jánost, akit másnap, november 11-én ugyanott királlyá koronáztak.
Ferdinándot a cseh rendek 1526. október 23-án választották királlyá.
Az özvegy Mária királyné által november 23-ára Komáromba összehívott országgyűlés, mely azonban Pozsonyban ült össze 1526. december 17-én, csak egyedül Anna férjét, Ferdinándot választotta királlyá, Annát nem, és a rendek ki is hangsúlyozták, hogy I. Ferdinánd kizárólag szabad választás jogán jutott a magyar királyi trónra, nem pedig öröklés, a Habsburg–Jagelló házassági szerződés révén, tehát nem Anna hercegnő jogán töltötte azt be.
Ferdinánd és Anna cseh királlyá és királynévá koronázása a választást követő évben történt meg. Ferdinándot 1527. február 24-én koronázták meg, míg Annát a következő napon, február 25-én Prágában.
Ferdinánd és Anna magyar királlyá és királynévá koronázása szintén a választást követő évben zajlott le. Annának 1527. november 4-én szintén nem a királynékat hagyományosan koronázó veszprémi püspök helyezte a fejére a koronát, mivel ez a tisztség nem volt betöltve, így őt is Podmaniczky István koronázta meg.
Anna már mint magyar királyné megpróbált a férjétől királynéi birtokokat szerezni Magyarországon, de ez nem volt teljesíthető, hiszen Ferdinánd le akart számolni azzal a korábbi gyakorlattal, hogy a magyar királynéknak birtokokat vagy várakat adományozzanak a megélhetésükre.
Bécs 1529-es oszmán ostroma idején Anna a gyermekeivel, a hároméves Erzsébettel, a kétéves Miksával, az egyéves Annával és a június 14-én még Linzben született kis Ferdinánddal, valamint sógornőjével, özvegy Mária királynéval Linzből hajóval Passauba menekültek. Anna királynét az 1538-as váradi béke létrejöttének előmozdításához is próbálta megnyerni a Szapolyai-párt, de nem rajta múlott, hogy megmerevedtek egy időre az álláspontok.
Anna 15 gyermeket szült férjének, akik közül 13 gyermeke érte el a felnőttkort. Édesanyjához hasonlóan, gyermekszülés következtében vesztette életét. 15. gyermeke, Johanna születése (január 24.) után, 1547. január 27-én halt meg gyermekágyi lázban Prágában, és itt a Szent Vitus-székesegyházban helyezték örök nyugalomra földi maradványait. Férje, akit 1564-ben felesége mellé temettek, és akivel családi életük mintaszerű volt, a feleségét a haláláig gyászolta, a gyász jeléül megnövesztette a szakállát is, és az elhunyt feleségéért minden reggel misét mondatott, melyen mindig jelen volt.
Anna beszélt magyarul, csehül, latinul és németül, híres volt vallásosságáról, jótékonykodásairól és okosságáról. Öccsének, II. Lajosnak a halála után annak természetes fiáról is gondoskodott, és rendszeres pénzbeli segítséget nyújtott férjével, Ferdinánddal együtt unokaöccsüknek, Jánosnak, bár hivatalosan sohasem ismerték el törvényes gyermeknek.
Az 1505. október 13-ai rákosi végzés értelmében a magyar rendek ugyan kifejezésre juttatták azon óhajukat, hogy II. Ulászló fiúörökös nélküli halála esetén többé nem választanak idegen uralkodót, valamint a leányági öröklést, így Anna hercegnő trónöröklési jogát nem ismerik el, és a pozsonyi országgyűlés 1526. december 17-én csak egyedül Anna férjét, Ferdinándot választotta királlyá, ami szerint I. Ferdinánd kizárólag szabad választás jogán jutott a magyar királyi trónra, nem pedig öröklés, a Habsburg–Jagelló házassági szerződés révén, tehát nem Anna hercegnő jogán töltötte azt be, I. Ferdinánd és különösen Anna királyné fontosnak tartotta a trónöröklési jogának elismertetését, és hogy ezt utódaira, elsősorban a fiúutódokra is kiterjessze.
Ferdinánd királlyá választásakor nem szabályozták a további trónöröklést, és bár Anna hercegnő elfogadta azt a tényt, hogy belőle nem Magyarország királynője, ellentétben I. (Nagy) Lajos leányával, Mária királynővel 1382-ben, hanem csak királynéja lett, ahogy Anna dédanyja, Zsigmond király lánya, Luxemburgi Erzsébet 1437-ben, ugyanakkor Erzsébet jogait az 1439-es budai országgyűlés (1439. május 29.) elismerte, és férje örökösévé nyilvánította, de Anna a fiai számára igyekezett továbbörökíteni a trónöröklési jogait.
Anna királyné 1532-ben lemondott az akkor már megszületett fiai, Miksa (1527–1576) és Ferdinánd (1529–1595) javára a magyar és cseh trónöröklési jogáról, de fenntartotta magának azt a lehetőséget, hogy ha túlélné a férjét, I. Ferdinándot, akkor saját maga kormányozza Magyar- és Csehországot.
Anna királyné azonban még a férje életében, 1547. január 27-én gyermekszülés következtében meghalt, ugyanakkor elsőszülött fia, Miksa ekkor már 19 éves volt, és az 1547. november 15-ei nagyszombati országgyűlésen az 1547: 5. törvény ugyan elismerte a Habsburg-ház trónöröklési jogát, bár a trónöröklés rendjét nem szabályozta, és ezzel a trónbetöltés jogalapja a Habsburg-házon belül továbbra is a választás maradt, de csak I. Ferdinánd és Jagelló Anna leszármazottainak biztosította a trónöröklés jogát, Ferdinánd bátyjának, V. Károly német-római császárnak a leszármazottait, azaz a spanyol Habsburgokat kizárta.

## Ősei
Jagelló Anna az apja, II. Ulászló magyar király révén szerves folytatója volt a magyar királyok leszármazási vonalának, ugyanis II. Ulászló az édesanyja, Habsburg Erzsébet magyar hercegnő révén Habsburg Albert király unokája és Luxemburgi Zsigmond király dédunokája volt. Anna így az Árpád-házi királyokig vissza tudta vezetni a származását, hiszen leányágon IV. Béla magyar király 10. (generációs) leszármazottja volt.
Továbbá Anna hercegnő az édesanyja, Candale-i Anna révén IV. Béla fiának, V. István (1239–1272) magyar királynak a 11. (generációs) leszármazottja volt annak másodszülött lánya, Árpád-házi Mária (1257–1323) nápolyi királyné és férje II. (Sánta) Károly (1254–1309) nápolyi király révén, akiknek Blanka (1280–1310) nevű lánya II. Jakab (1267–1327) aragón király felesége lett, míg Eleonóra (1289–1341) nevű lányuk II. Frigyes (1272–1337) szicíliai királyhoz ment feleségül. Mindkét ágon eljuthatunk II. (Hitetlen) János navarrai, aragón és szicíliai királyhoz, aki az ő leszármazottjuk (szépunokájuk) és Jagelló Anna ükapja volt.
Emellett Jagelló Anna az ükanyjának, Zsigmond második feleségének, Cillei Borbálának az ágán V. István 10. (generációs) leszármazottja volt, mégpedig V. István elsőszülött lánya, Árpád-házi Katalin által.
Anna és Ferdinánd, valamint II. Lajos és Mária házasságaihoz szükséges volt pápai felmentést, diszpenzációt kérni, hiszen nagyon közeli rokonsági kapcsolatban álltak egymással. Jagelló Anna és II. Lajos édesanyja, Candale-i Anna másodfokú unokatestvére volt a gyermekei házastársainak, Ferdinándnak és Máriának. Az unokatestvérek életkorbeli eltérése abból fakadt, hogy Candale-i Anna, valamint Ferdinánd és Mária közös dédapja, II. (Hitetlen) János, Navarra, Aragónia és Szicília királya, kasztíliai (spanyol) királyi herceg (infáns) kétszer nősült: az első házassága I. Blanka navarrai királynővel, III. Károly navarrai királynak és Trastámarai Eleonóra kasztíliai infánsnőnek a lányával történt, melyből I. Eleonóra navarrai királynő származott, aki Candale-i Anna királyné anyai nagyanyja volt. II. János második házassága Enríquez Johanna királynéval jött létre. Ebből a frigyből II. (Katolikus) Ferdinánd, Aragónia királya született, aki I. Ferdinánd magyar és cseh királynak, német-római császárnak, valamint Habsburg Mária magyar és cseh királynénak volt az anyai nagyapja. A generációs eltolódás tehát már II. János gyerekeinél jelentkezett, mert I. Eleonóra navarrai királynő az anyja lehetett volna öccsének, II. (Katolikus) Ferdinándnak, hiszen a korkülönbség köztük 26 év volt.

## Élete
II. Ulászló magyar és cseh királynak és harmadik feleségének, a Foix-Grailly-házból származó Anna, Candale grófné a legidősebb gyermeke.

### Gyermekkora
Candale-i Anna az Ulászlóval 1502. szeptember 29-én Székesfehérvárott kötött házasságot követően a várakozásoknak megfelelően szinte azonnal teherbe is esett. A velencei követek már 1503. január 5-én értesítették a Velencei Köztársaságot a királyné terhességéről. A kor elvárásai szerint természetesen rögtön fiú örököst vártak.

#### Születése
II. Ulászló első gyermekének a születése előtt, a gyermekvárás közben, 1503 nyarán a leendő nagymama, Habsburg Erzsébet lengyel királyné és magyar királyi hercegnő, Albert magyar király és Luxemburgi Erzsébet kisebbik lánya latin nyelvű levelet intézett fiához, II. Ulászlóhoz, melyben tanácsokkal látja el a leendő szülőket, amit Uhlárik János fordított magyarra és tett közzé (a következő szöveg korabeli, XIX. század végi nyelvi stílussal és helyesírással íródott, így némileg eltér a mai változattól): „Erzsébet, Lengyelország királynéja, az ő kedves fiának, Ulászló magyar és cseh királynak Üdvöt az Úrban. Hallom szeretett fiam, hogy a te feleséged, Anna királyné a legközelebbi napokban gyermeket szülend. Hogy mily nagy örömemre és vigasztalásomra szolgált e hír, már az is bizonyságul szolgálhat előtted, hogy nem tudtam magam visszatartani attól, hogy nehány, a gyermek nevelésére üdvös intelmet ne intézzek hozzád s Annádhoz. Mert mily jótéteményben részesíthetne bennünket a halhatatlan Isten, mely óhajtandóbb s kedvesebb volna előttünk, mintha tégedet fiúgyermekkel áld meg, ki hivatva lesz téged hanyatló korodban a gondoktól megszabadítani, Annát biztos reménynyel eltölteni s az én aggkoromat felvidámítani: s így bennünk a halhatatlanság reményét felébreszteni. [...] Azért semmi sem lephetne meg engem kellemetesebben, mintha neked fiúgyermeked születnék, ki egy részről őseinek hírneve, másrészt saját erényei és kimagasló jó tulajdonai által méltónak bizonyulna két hatalmas országnak kormányzására. [...] Én tehát, amennyire az anya egészségének veszélyeztetése nélkül történhetik, azt akarnám, hogy a gyermeket Anna maga szoptassa; mert ezt tartom én a legjobbnak és legegészségesebbnek. Általános vélemény, hogy a csecsemőre semmi sem hasznosabb, mintha az az anya tejével tápláltatik”
A várva-várt fiú helyett lány született, de így is nagy öröm volt az uralkodópár első gyermekének érkezése, mikor 1503. július 23-án világra jött egy életerős kislány, és a királyné is jó egészségnek örvendett. A legifjabb hercegnőnek a magyar trónöröklési joga ugyan kétséges volt még ebben a pillanatban, de minden remény megvolt arra, hogy a várva-várt fiú is kövesse az új jövevényt. A Navarrai Királyság trónöröklési listáján viszont, mely királyság címere Anna hercegnő édesanyjának a címerében is szerepelt, I. Eleonóra navarrai királynő dédunokájaként a születésekor az édesanyja mögött a 14. helyen állt, és Navarrában legalább a nők is örökölhették a trónt, hiszen ekkor is egy nő, édesanyja elsőfokú unokatestvére, I. (Foix) Katalin uralkodott. Elvi síkon, elméletben a születése pillanatában Annának tehát még minden esélye megvolt arra, hogy a saját jogán Navarra uralkodónője lehessen, még ha édesanyját leszámítva, akinek közvetlen örököse volt, 12 trónjelölt foglalt helyet előtte. Anna V. László 1440-ben Komáromban történt születését követően hosszú idő (63 év) után az első hazai földön világra jött életképes és törvényes házasságból származó királyi sarj. A kislány az ország fővárosában és királyi székhelyén, Budán látta meg a napvilágot. Az országon kívüli, és különösen Prágában lezajlott születés ellen nemcsak pozitív érvek szólnak, nevezetesen, hogy Anna születésének körülményei a velencei források tekintetében szinte napra pontosan vannak dokumentálva, de független érvek is azt támasztják alá, hogy Candale-i Anna nem szülhetett Csehországban, hiszen rövidre szabott életében, bár tervezték, de különféle okok miatt sohasem járt a Cseh Királyságban. A Velencei Köztársaság értékes kelméket küldött Anna születése alkalmából.

#### Keresztelője
Az újszülött hercegnőt 1503. augusztus 15-én a Budavári Nagyboldogasszony-templomban Bakócz Tamás esztergomi érsek keresztelte meg. Dr. Giovanni Badoer velencei követ részletes jelentést küldött a keresztelőről augusztus 17-én. A keresztségben a szülők házasságának létrejöttében jelentékeny szerepet játszó francia királyné, a csecsemő édesanyjának elsőfokú unokatestvére, Bretagne-i Anna tiszteletére az Anna nevet kapta, bár kétségkívül az ekkor 23 napos gyermek anyját is így nevezték.
A kis hercegnőnek két keresztanyja: özvegy Szapolyai Istvánné Piast Hedvig tescheni hercegnő, a II. Ulászló királlyá választását támogató Szapolyai István nádor özvegye és Szapolyai János anyja, valamint Cztibor Kunigunda, Szentgyörgyi Péter országbíró és erdélyi vajda felesége, továbbá négy keresztapja: Pietro Isvalies reggiói bíboros-érsek, pápai követ, dr. Giovanni Badoer velencei követ, Újlaki Lőrinc bosnyák királyi herceg, aki Anna édesanyját kísérte a Velencei Köztársaságból Magyarországra és Szatmári György váradi püspök lett. A hercegnő keresztelője alkalmából a királyi udvar szökőkútjából egész nap bor folyt, melyből a budai és pesti polgárok is korlátlanul ihattak, éjszaka örömtüzeket gyújtottak, és az ünnepség egészen hajnalig tartott.
Anna hercegnő dajkája a budai esküdt és bíró, Hans Pemfflinger (más néven Nyírő János) második felesége, Ursula Pemfflinger (leánykori nevén Ursula Schneidpöck) volt.

#### Az első évek és első kérők
Anna hercegnő féléves volt, mikor 1504. január 10-én az apját, II. Ulászlót súlyos szélütés érte a nyelvén és a karján: több hétig fekvő beteg volt, februárig nem tudott felkelni, nehezen tért magához, állapota komoly aggodalomra adott okot, és a trónöröklés megoldatlansága fiúörökös hiányában Corvin János reményeit erősítette egy esetleges királyválasztáson. A király egészsége már az előző évben is komoly aggodalomra adott okot, de akkor még csak szűk körben tudtak erről, és persze eltitkolták. Erre utalnak Bretagne-i Anna aggódó levelei és a Budára küldött futárja ez ügyben. Ulászló 1503. november 23-ai válaszában biztosította a francia királynét, hogy mind ő, mind pedig felesége a legjobb egészségnek örvendenek. A király állapotának aggasztó volta miatt 1504. január 23-án Anna királyné fogadalmat tett, hogy gyalog elzarándokol az óbudai Boldogasszony Fehéregyházába, ha férje felgyógyul. Ulászló csak nagy nehezen tudta lebeszélni, hogy ne mezítláb menjen, ahogy megfogadta, így végül cipőben tette meg az oda-vissza utat.
A királyné ugyanis, ha Ulászló fiúörökös nélkül halna meg, akkor magyarországi tartózkodás esetén a birtokai és jövedelmei haszonélvezetét kapja csak, ha újra férjhez menne vagy elhagyná az országot, pénzbeli megváltást élvezne, és féléves lánya, Anna sem lehetne saját jogán királynő Corvin Jánossal szemben, ami természetesen nem elégíthette ki Candale-i Anna királyné reményeit, kívánságait és ambícióit. Corvin János azonban 1504. október 12-én meghalt a feleségét, Frangepán Beatrixot áldott állapotban hagyva hátra egy ötéves fiú, Corvin Kristóf és egy nyolcéves lány, Corvin Erzsébet nevelésének gondjaival együtt. Hedvig tescheni hercegnőnek, Szapolyai István nádor özvegyének a kezdeményezésére, aki még Beatrix idősebbik fia, Kristóf életében megígérte, hogy támogatni fogja Beatrixot, amennyiben ez a fia (is) meghalna, hogy az ősiség törvényével összhangban előállott magszakadás miatt a lánya, Erzsébet örökölhesse a Hunyadi-birtokokat. Erzsébetet 1505 februárjában Budán eljegyezték Hedvig hercegnő kisebbik fiával, Szapolyai Györggyel, aki a megállapodás szerint a leendő felesége révén szintén a Hunyadi-vagyon örököse lesz.
A Hunyadi–Szapolyai eljegyzéssel párhuzamosan 1505 februárjában a 18 éves Szapolyai János, illetőleg az ő nevében az anyja, Piast Hedvig tescheni hercegnő feleségül kérte a királyi pár leányát, a 19 hónapos Annát, akinek Tescheni Hedvig az egyik keresztanyja volt. Az udvar azonban a leánykérést a lehető legudvariasabb formában, de azzal az indoklással utasította el, hogy igaz ugyan, hogy csak egy leánygyermeke van a királynak, de még minden reménye megvan arra, hogy egy fiúörököse szülessen, és ő kövesse a trónon, semmint hogy leánya férje legyen az örökös. Anna hercegnő jegyeséül először Perényi Imre volt kiszemelve, akit még 1504 májusában Corvin János ellenében választottak nádorrá, de hamar felhagyott ezzel az ötlettel a király. Ugyanis 1505. július 19-én megindultak a tapogatózások I. Miksával a kétéves Anna hercegnő és a vele egyidős Ferdinánd főherceg házasságáról.
Anna kétéves volt, mikor 1505. augusztus 30-án Krakkóban meghalt az egyetlen nagyszülője, aki megérte a születését, apai nagyanyja, Habsburg Erzsébet özvegy lengyel királyné, valamint magyar és cseh királyi hercegnő, és aki két évvel korábban annyira várta a Jagelló-ház új jövevényét és reménységét, hogy az majd férfi ágon folytatója lesz a dinasztiának, hiszen 1503-ban Erzsébetnek a hat fia közül, pedig mind megérte a felnőttkort, egyik fiának sem született addig törvényes fia, de még törvényes gyermeke sem. Fiú helyett akkor lány született, de a nagymama már nem érhette meg a törvényes fiú születését, aki a következő évben jött a világra Lajos néven.
1505. október 13-án a rákosi végzés értelmében kifejezésre juttatták a rendek azon óhajukat, hogy II. Ulászló fiúörökös nélküli halála esetén többé nem választanak idegen uralkodót, és a leányági öröklést, így Anna hercegnő trónöröklési jogát nem ismerik el. A király ezt kijátszva titokban követséget küldött I. Miksához a családi szerződés megkötése ügyében. 1506. március 20-án a Jagelló- és a Habsburg-ház szerződést kötött a rákosi végzés hatálytalanítására Bécsújhelyen, melynek értelmében I. Miksa unokája, Ferdinánd feleségül veszi Annát, míg II. Ulászló esetleg születendő fia, a későbbi II. Lajos pedig elveszi Ferdinánd húgát, Mária főhercegnőt. A szerződésnek az adott nyomatékot, hogy Anna királyné ekkor nagyjából három hónapos terhes volt. Bár II. Ulászló magyar országgyűlési határozat értelmében 1506. május 7-én hadat üzent Miksának, titokban tovább folytak 1506. május 11-én a tárgyalások Anna hercegnő házasságáról. 1506 júniusában akkor sem szakadtak meg a titkos megbeszélések, mikor Miksa csapatai elfoglalták Sopront és Pozsonyt. Azonban 1506. június 22-én az udvar hivatalosan újra Perényi Imrét nevezte meg Anna hercegnő leendő férjéül, de 1506. július 19-én II. Ulászló megbízottai békeszerződést kötöttek Miksával Bécsújhelyen, ami után Perényit újra ejtették.

#### Anyja halála után
Anna hercegnő hároméves és háromnapos volt, amikor édesanyja, Candale-i Anna magyar királyné 1506. július 26-án meghalt gyermekágyi lázban, három héttel azután, hogy világra hozta a fiát, Anna öccsét, Lajost. (A következő szöveg korabeli, XX. század eleji nyelvi stílussal és helyesírással íródott, így némileg eltér a mai változattól): Édesanyja halála után az apja, II. Ulászló „minden örömét gyermekeiben: Annában és Lajosban találta. Eljátszott, elsétálgatott velük a várkertben. Bennük volt életének minden reménye. Szépen fejlődtek; a velenczei követek angyalszépségűeknek mondják. Ilyeneknek találta őket Hippolit is, midőn 1513-ban Olaszországból visszatért.”
1507. november 12-én Budán megkötötték a végleges örökösödési szerződést a kettős házasságról, Anna hercegnő és Lajos herceg eljegyzéséről a Habsburg főhercegekkel.
Miután a kis II. Lajost az apjuk magyar királlyá koronáztatta 1508. június 4-én Székesfehérvárott, Anna az öccsével közösen külön udvartartást kapott, melyben a személyzetük édesanyjuk udvartartásának egykori tagjaiból lett összeállítva. Udvartartásuk vezetője Istvánffy István (–1517), jószágkezelőjük Szalkai László, az udvarmesterük az édesanyjuk főajtónállómestere, Gersei Pető János, főkamarásuk Dóczi Ferenc, az apjuk kamarása, főétekfogójuk Vér András, pohárnokmesterük Batthyány Ferenc királyi kamarás, nevelőjük Bornemissza János, első tanítómesterük Girolamo Balbi, majd pedig latintanáruk is Piso Jakab, cseh nyelvmesterük Tandorfi Dietrich (Jetřich z Tandorfu) vyšehradi prépost volt.
A kettős házassági szerződés érvényessége mellett, amely nem szabályozta pontosan, hogy melyik Habsburg lesz Anna hercegnő férje: Ferdinánd, a bátyja, Károly vagy esetleg nagyapjuk, az 1510-től újra özvegy Miksa császár, 1514. március 13-án Orléans-ban Miksa és Aragóniai Ferdinánd eljegyzik az unokájukat, az aragón nagyapja kasztíliai udvarában nevelkedő ifjabb Ferdinánd infáns-főherceget XII. Lajos francia király és Bretagne-i Anna leányával, Klaudiával, aki 1514. január 9-én Bretagne uralkodó hercegnőjévé vált. Klaudia hozományául a Nápolyi Királyság, a Milánói Hercegség és Genova lett kijelölve. Ezt az eljegyzést azonban hamar felbontották.

#### A bécsi királytalálkozó: Habsburg–Jagelló házassági szerződés

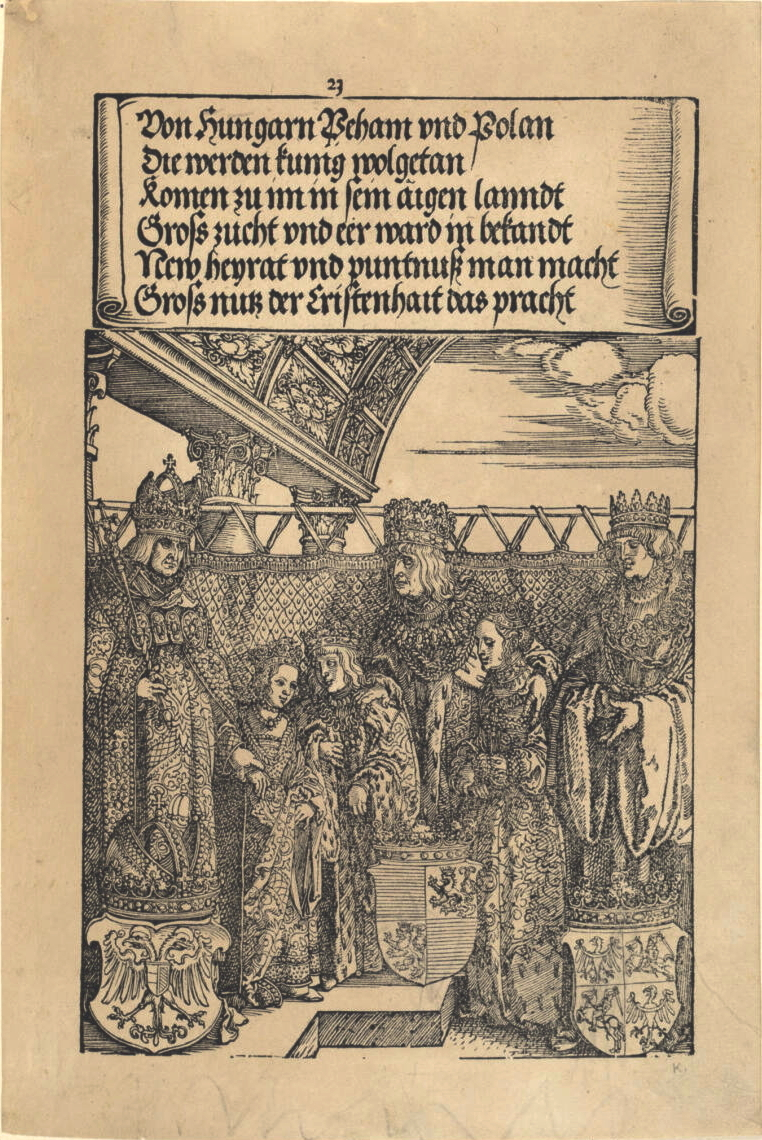
A bécsi királytalálkozó és kettős eljegyzés fametszete, Albrecht Dürer munkája, a személyek balról jobbra: I. Miksa német-római császár unokájával, Máriával, II. Ulászló a gyermekeivel, Lajossal és Annával, valamint II. Ulászló öccse, I. Zsigmond lengyel király

1515. július 19-én a bécsi királytalálkozón megerősítették a Habsburg–Jagelló házassági szerződést. Az összejövetelen három uralkodó: I. Miksa német-római császár, II. Ulászló magyar király és öccse I. Zsigmond lengyel király vett részt, valamint a jegyesek: Miksa unokája, Mária és II. Ulászló gyermekei: Anna és Lajos. Miksa két fiúunokája, a Németalföldön nevelkedő Károly és a Kasztíliában nevelkedő Ferdinánd infáns nem vett részt az eljegyzésen. 1515. július 22-én zajlott le a hivatalos kézfogó. Ferdinánd infáns-főherceg nevében Miksa a bécsi Szent István Székesegyházban ünnepélyesen eljegyezte Anna hercegnőt, Lajos ifjabb király pedig Mária infáns-főhercegnőt. A hozomány 200 ezer–200 ezer arany volt, melyek kiegyenlítették egymást. Miksa azt szerette volna, ha kisebbik fiúunokája, Ferdinánd és jegyese, Anna az osztrák örökös tartományokat örökölné, és az „Ausztriai Királyság” létrehozásával annak királya és királynéja lennének. Biztosítani akarták, hogy ahogy Mária Lajos ifjabb király révén királyné lett vagy lesz, hozzá hasonlóan Anna hercegnő is legalább királynéi címet fog birtokolni: Károly révén Kasztília királynéja, Ferdinánd révén pedig vagy Itália vagy a majdan létrehozandó Ausztria királynéja lehetne. A magyarokat viszont az nyugtatta volna meg a legjobban, ha Annából császárné válhatna, hiszen Miksának meg kellett ígérnie, hogyha unokái nem vehetnék feleségül Annát, ő maga veszi el a nála 44 évvel fiatalabb kis hercegnőt. Magyarországon nem egyöntetűen fogadták az eljegyzés megtörténtét. Perényi Imre nádor például, Anna egykori jegyese Pozsonyban, ahol az előzetes tárgyalások alapján tervezték a kettős frigy megtartását, gyaloghintón vitette magát keresztül a városon, és tiltakozott a Habsburg–Jagelló megállapodás ellen.
Anna hercegnő és öccse, Lajos az Európa-szerte óriási figyelemmel kísért és hatalmas propagandával körülövezett kettős eljegyzés idején kitüntették magukat mint kiváló kártyajátékosok, hiszen ők nyertek a kártyajátékokban.
(A következő szöveg korabeli, XX. század eleji nyelvi stílussal és helyesírással íródott, így némileg eltér a mai változattól): „A bécsi nagygyűlésen (1515) a 13 éves herczegnő feltűnő szépsége megragadta a velenczei követ titkárának figyelmét. Szépséges alakja Bartolinust, Matthäus Lang gurki püspök titkárát is annyira megkapta, hogy Odeporiconjában a következőképen áradozik: Anna királykisasszony szépsége olyannak tűnt fel nekem, hogy hasonlónak még Pallast és Venust sem mondhatom. Ezeknél sokkal szebb. Német szabású ruhájában mondhatatlanul pompás és előkelő volt. Aranytól csillogó fejét három művésziesen elhelyezett bokréta övezte. Fejéről leomló, öblös palástjára finoman rásímuló, fodrokban végződő dús haja . . . fehérségben elmerülő szeme oly szép, hogy, midőn kinyitja, avagy lezárja, nem tudnád megmondani, isteni vagy emberi lény-e. E két csillag, e két nap, mint villámfény hatja át a figyelő lelkét. Járása méltóságos. Bátor és vígkedélyű. Ajkáról nem szó, hanem ambrosia és nectár folyik, avagy még ezeknél is édesebb valami ... Őt akarná tehát a császár unokái egyikének – vagy esetleg magának!? Istenemre, ha meglátja – unokáról se szó, se beszéd, magának tartja.” „Az Anna menyegzőjén való hangversenyt méltónak tartotta feljegyezni a franczia fegyverhírnök. Hangos jókedvben ropták a különféle vendégek nemzeti tánczukat. Legszebben járták a lengyel daliák. A bécsi congressuson minden fejedelemnek 25 tánczost és 25 nézőt volt szabad bevinnie a tánczterembe. Alighogy reákezdték a császári zenészek, rögtön ott termettek a párok s a szemes ajtónállók minden ébersége ellenére zsúfolásig megtöltötték a termet. Egy alkalommal az ifjuvérű öreg császár is megforgatta Anna herczegnőt.” I. Miksa német-római császártól Anna hercegnő 600 öl bársonyt is kapott ajándékba. A Riccardo Bartolini (latinul: Riccardus Bart(h)olinus Perusinus) (1470–1529) perugiai kanonok írta Odeporicon Jagelló Anna első ismert könyve
A bécsi összejövetel után Anna már nem tért haza Magyarországra, hanem Ausztriában maradt. 1517 és 1521 között Tirol székhelyén, az innsbrucki Neuer Burgban együtt nevelkedett leendő sógornőjével, Habsburg Máriával.
II. Ulászló (1516) és Miksa (1519) halála után újra meg kellett erősíteni, hogy mindkét fél továbbra is fenntartja a kettős esküvő iránti igényét. A németek Mercurino di Gattinara főkancellár egy 1519 novemberi vázlatterve szerint Anna hercegnőt látták volna szívesen V. Károly választott német király oldalán mint leendő császárnét, ellentétben egy francia hercegnővel. Károly házasságát azonban lebegtetni kellett még, hogy nehogy magukra haragítsák a jelentkezőket, akik mind a leendő császár apósai szerettek volna lenni. Így I. Ferenc francia király jóindulatán kívül, aki Károly legfőbb riválisa volt a császárválasztáson, I. Mánuel portugál és VIII. Henrik angol király támogatására is szükségük volt az új hatalom megerősödéséig. II. Lajos kormányzata hosszas tárgyalások után elállt attól az ötlettől, hogy Anna Károlyhoz menjen feleségül, de ennek a Habsburg-területek felosztása volt az ára. Károly lemondott öccse javára az osztrák örökös tartományokról, és bár újfent kilátásba helyezték e tartományok királysággá alakítását, ez sohasem történt meg. Mint ahogy Károly a Nápolyi Királyságról sem mondott le öccse javára, pedig ez az eshetőség Aragóniai Ferdinánd végrendeletében is szerepelt. Anna és Ferdinánd ennek eredményeként 1520. december 11-én Innsbruckban végre gyűrűt cserélt. Ferdinándot ekkor Wilhelm von Roggendorff képviselte. Mária és Lajos per procuram megkötött házasságában pedig Sárkány Ambrus képviselte Lajos királyt.

### Házassága

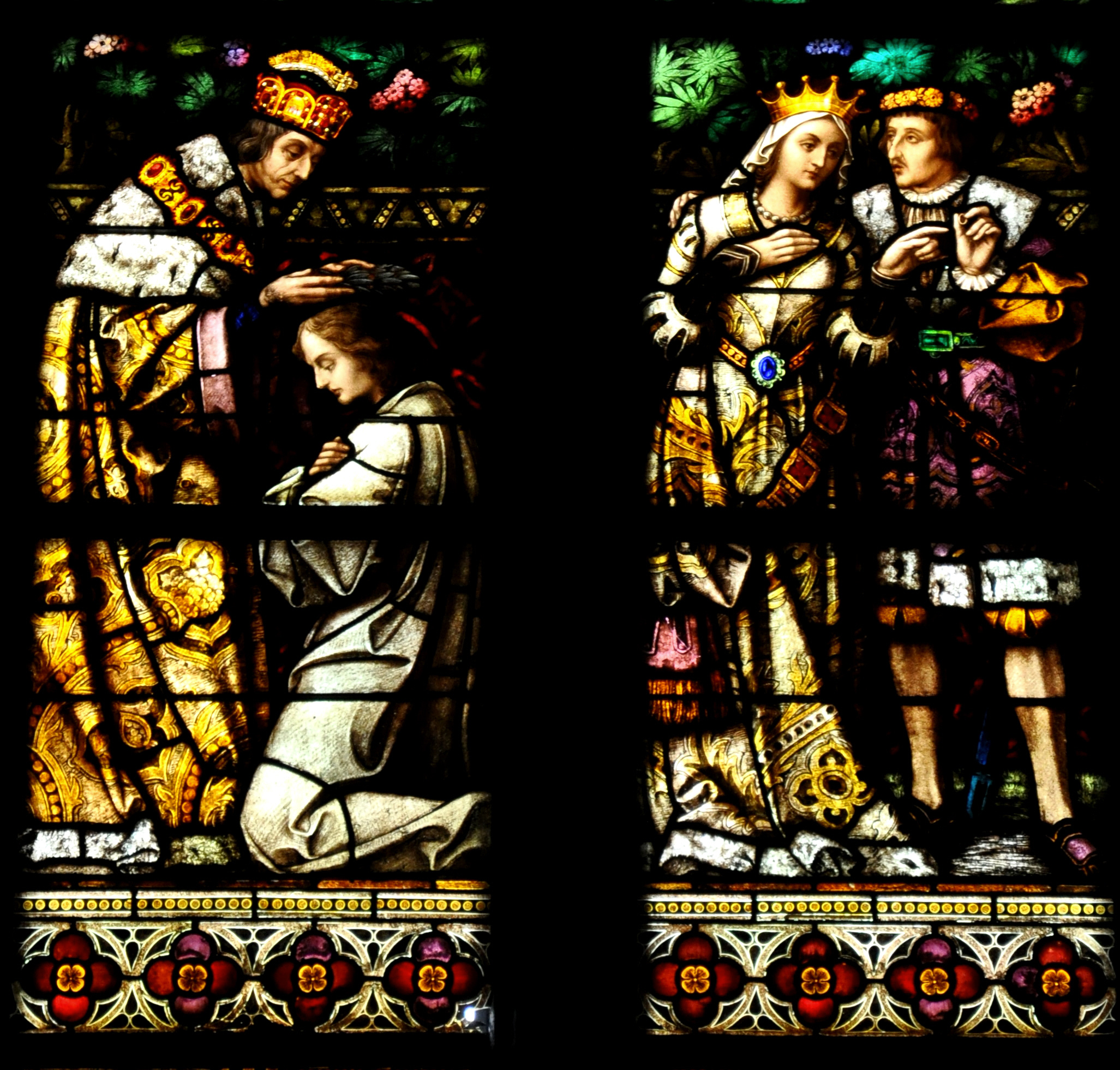
Anna és Ferdinánd házassága (jobbra), balra pedig Ferdinánd nagyapja, I. Miksa megkoronáz egy költőt, a Linzi Dóm egyik festett üvegablakában

Ferdinánd 1521 májusában érkezett Linzbe, ahol először találkozott húgával, Máriával és jövendőbelijével, Annával. Anna 1521. május 26-án Linzben ment férjhez Ferdinánd főherceghez, a későbbi I. Ferdinánd magyar királyhoz. Anna öccse, Lajos pedig 1521. december 11-én Székesfehérvárott vette feleségül Ferdinánd húgát, Máriát, akit ez alkalomból magyar királynévá is koronáztak, de Máriával csak januárban vonultak be Budára, ahol 1522. január 13-án a főváros lakossága előtt is megerősítették frigyüket.
Ferdinánd a feleségét már röviddel a házasságkötés után Trieszt püspökével, Pietro Bonomo (1458–1546) humanistával együtt udvari tanácsának elnökévé tette.
1523. október 12-én Anna már mint osztrák főhercegné látogatott haza Magyarországra, ahol Sopronban találkozott a két szomszédos ország uralkodója, II. Lajos és I. Ferdinánd a feleségeik társaságában, így Anna mellett Habsburg Mária királyné is jelen volt. 1523. október 15-én pedig Bécsújhelyen folytatódott a csúcstalálkozó, ahol II. Lajos és I. Ferdinánd mellett szintén jelen voltak a házastársaik, Mária és Anna, és amelyhez október 16-án csatlakozott Krzysztof Szydłowiecki, I. Zsigmond lengyel király követe is. A bécsújhelyi konferencia két napos vadászattal együtt október 24-én szombaton ért véget I. Ferdinánd ebersdorfi, Bécs melletti vadászkastélyában. A bécsújhelyi találkozó több fontos diplomáciai ügy mellett érintette Anna főhercegné ausztriai helyzetét és megbecsülését is, melyet nem az öccse, a magyar király vetett fel, hanem a magyar urak, akik Anna hitbérének elmaradt rendezését követelték a férjtől, Ferdinándtól, melyre még nagyapja, I. Miksa császár vállalt kötelezettséget. Krzysztof Szydłowiecki lengyel követ hangsúlyozta uralkodója nevében, hogy I. Zsigmond lengyel király mindig is pártfogolta Annát mint legkedvesebb unokahúgát, és a lengyelek támogatják, hogy Anna kapja meg a hitbér szerint őt megillető javakat, amit a magyarok megköszöntek, és kifejtették: „Beszélni kell a felséges főherceg úrral, mivel méltánytalan az a helyzet, hogy a felséges Anna fejedelemasszonynak nem engedik meg, hogy az udvartartásában magyarokat, cseheket és lengyeleket tartson, holott a felséges Mária úrnő az ő udvarában és konyhájában tart németeket, olaszokat, spanyolokat és másokat is, akiket csak akar.” Majd váratlanul meglátogatták Ferdinándot, ahol előadták a követeléseiket, de Ferdinánd másnapra halasztotta a válaszadást. Az október 21-ei második megbeszélésen Ferdinándot Andrea da Burgo császári követ képviselte, és ekkor összeírták, mely birtokok, várak illetik meg Annát. Október 22-én II. Lajos és a lengyel követ nyomására már Ferdinánd maga válaszolt a vádakra, és mentegetőzött, hogy „új ember Ausztriában, illetve birtokainak, bevételeinek egy részét, egyebek között több olyat is, amely Annát illetné, elzálogosítva találta még Miksa császár idejéből. Ezeket részben most szerzi vissza,
részben csak a jövőben tudja visszakapni. Ugyanakkor nem vitatja a kérés jogosságát és mihamarabb eleget kíván ennek tenni. Azonban, amely birtokokat nem bír visszaváltani, vagy nem tudja, hogy mikor, azok helyett hasonló értékűt kíván adni.”
Anna amikor a lengyel követtől búcsúzott október 24-én, Szydłowiecki elmondta, hogy a lengyel király, aki saját lányának tekinti Annát, sajnálja, hogy nem találkozhattak személyesen. Anna nevében Krištof Ravbar (Christophorus Rauber), Ljubljana (német nyelvű forrásokban: Laibach) püspöke válaszolt, aki megköszönte a lengyel követnek a főhercegné iránt tanúsított jóságot és közbenjárást, továbbá a saját nevében is „köszönetet nyilvánított Szydłowieckinek azért a buzgalomért és szorgalomért, amellyel Anna úrnő érdekeit képviselte és ebben az ügyben eljárt.”

### Magyar hercegnőből magyar királyné
Miután II. Lajos 1526-ban a mohácsi csatában meghalt, Magyarországon két markánsan eltérő vélemény alakult ki az új király személyét illetően.
1526. október 14-én Hainburgban találkozott Ferdinánd és özvegy Mária királyné, ahol megegyeztek, hogy az 1515. július 19-ei bécsi királytalálkozón kötött házassági szerződés alapján a Magyarországgal kapcsolatos jogaikat, ha kell, fegyverrel is érvényesítik, és királyválasztó országgyűlést tartanak. A hainburgi tanácskozáson, amely október 14-től 17-ig tartott, részt vett Anna főhercegné is, továbbá Mária kíséretében pedig Szalaházi Tamás veszprémi püspök és Thurzó Elek országbíró. Ferdinándot a cseh rendek 1526. október 23-án választották királlyá.
A magyarok egy része azonban a rákosi végzés értelmében nem akart idegen uralkodót, és mivel Anna házassága is a rendek beleegyezése nélkül történt meg, 1526. november 10-én Székesfehérvárott királlyá választották Szapolyai Jánost, akit másnap, november 11-én ugyanott királlyá koronáztak.
Az özvegy Mária királyné által november 23-ára Komáromba összehívott országgyűlés, mely azonban Pozsonyban ült össze 1526. december 17-én, csak egyedül Anna férjét, Ferdinándot választotta királlyá, Annát nem, és a rendek ki is hangsúlyozták, hogy I. Ferdinánd kizárólag szabad választás jogán jutott a magyar királyi trónra, nem pedig öröklés, a Habsburg–Jagelló házassági szerződés révén, tehát nem Anna hercegnő jogán töltötte azt be.
Az új magyar királyné főpohárnoka (pohárnokmestere) Petrőczy Pál lett, akinek fennmaradt egy magyar nyelvű levele 1526. decemberéből, melyet Batthyány Ferenc horvát bánhoz írt, és amely nyelvtörténetileg is fontos adalékkal szolgált, hiszen ez az első dokumentált említése az olyan figura etymologicának, mint a jöttön-jön.
Ferdinánd és Anna cseh királlyá és királynévá koronázása a választást követő évben történt meg. Ferdinándot 1527. február 24-én koronázták meg, míg Annát a következő napon, február 25-én Prágában.

#### Magyar királynévá koronázása
Ferdinánd és Anna magyar királlyá és királynévá koronázása szintén a választást követő évben zajlott le. Ferdinánd már magyar királyként először 1527. július 31-én Köpcsénynél lépett magyar földre, aki az év további részét is Magyarországon töltötte, de ekkor még nem követte őt a felesége. Anna királyné a sógornője, Mária özvegy királyné társaságában 1527. október 13-án utazott Bécsből Pozsonyba, és innen mentek hajóval Anna szülővárosába, Budára. „Mária fekete posztóval bevont hajón és gyászruhás kísérettel evezett le a Dunán Pozsonyból Budára, míg sógorasszonya bíborszínű posztóval ékesített hajón érkezett oda.” Budán csatlakoztak Ferdinándhoz, és október 29-én mentek együtt Székesfehérvárra „háromezret számláló gyalog és lovas csapat s 14 ágyú kíséretében.” Október 31-én vonultak be a koronázó városba. Perényi Péter koronaőr november 2-án érkezett Fehérvárra Temesvárról a Szent Koronával. 13 püspök volt jelen a koronázásnál, köztük Várdai Pál esztergomi érsek, Szalaházi Tamás egri és Podmaniczky István nyitrai püspök. Másnap, november 3-án zajlott le Ferdinánd koronázása, amely mindenben Szapolyai János 1526. november 11-ei királlyá kenését követte, így Ferdinándot sem az esztergomi érsek, hanem a nyitrai püspök koronázta királlyá. Annának a következő nap, november 4-én szintén nem a királynékat hagyományosan koronázó veszprémi püspök helyezte a fejére a koronát, mivel ez a tisztség nem volt betöltve, így őt is Podmaniczky István koronázta meg. Anna királyné a szertartás idején lázas beteg volt, és a férfi kiszolgáló személyzete az ekkor Magyarországon dúló járvány áldozata lett.
Anna királyné koronázásáról a sziléziai születésű Caspar Ursinus Velius (eredeti nevén Caspar Bernhardi) (1493 körül–1539), I. Ferdinánd történetírója így számolt be latin nyelven, melyet Szebelédi Zsolt fordított magyarra: „A következő napon hasonló pompával és előkészületekkel, mint amilyennel az előző napon a királyt megkoronázták, Anna fejére is ráhelyezték a koronát. Nem azt a Szent Koronát, amellyel régi szokás szerint a királyokat koronázzák, hanem egy nem annyira régi, ám pompás és jókora, igen nagy értékű gyöngyökkel díszített másik koronát. Őt a királlyal együtt, aki a koronáját maga is a fején viselte, a templomba kísérték. Akkor a templomban, miután a menyasszonyi fátyolt levette, kiengedett hajjal a király és Mária királyné között felment, és a főoltár előtt megállt. Ezután szokás szerint felkenték és megkoronázták. Asszonyi tekintetéről a királynői tekintéllyel egyesülve sugárzott a szemérem és a szépség. Már két gyermeket szült, az országok felett pedig férjével igen szerencsésen uralkodott. Az összes ma élő királynő közül kiemelkedő dísz és a házastársi tisztaság mintája volt. A koronázás napjának további részét lakomával, tánccal töltötték. A szürkületben a nemes és válogatott ifjúság hadijátékot mutatott be. A játékot a királyi palota előtti téren tartották. A jeles fiatalok erősen felfegyverzett lovakon két csoportra oszolva felálltak, és támadásba lendültek. A hadijátékot a trójai háború után, elferdített kifejezéssel a romlott utókor torneamentum-nak nevezi. A következő napon lóversenyt rendeztek a város határáig és vissza. Megtekintésére a király és a királynék is a legelőkelőbbekkel együtt kivonultak a hippodrom-hoz. A városból az emberek hatalmas tömege tódult ki a látványosságra. A versenyben Mária királyné lova a többieket messze maga mögött hagyva, könnyen elnyerte a pálmát.”

#### Két király, de eggyel több királyné
Anna már mint magyar királyné megpróbált a férjétől királynéi birtokokat szerezni Magyarországon. „1527-ben Ferdinándhoz intézett levelében királynéi birtokok gyanánt a felső-magyarországi bányavárosokat (Gölnicbánya, Telkibánya, Szomolnokbánya és Rudabánya), valamint stratégiailag fontos várakat, így Murányt, Likavát és Árvát kérte életfogytig használatra.” Ezek birtokbavétele ugyanakkor nem volt teljesíthető, hiszen egyrészt ezek nem voltak soha királynéi birtokok, másrészt bár Szapolyai Jánoshoz tartoztak, ha ezt Ferdinánd megteszi, akkor a magyar rendek nagy valószínűséggel vétót emeltek volna ellene, de Ferdinánd legfőbb ellenvetése felesége óhajával szemben mégis az volt, hogy le akart számolni azzal a korábbi gyakorlattal, hogy a magyar királynéknak birtokokat vagy várakat adományozzanak a megélhetésükre.” Továbbá Ferdinánd a húga, özvegy Mária királyné magyarországi birtokaira sem a felesége számára igyekezett rátenni a kezét. „Amíg Ferdinánd új országa királyi jövedelmeiből egészen az 1540-es évek végéig továbbra is – a rendek által ellenőrzött hadiadót leszámítva – alig pár ezer forint jövedelmet szedett be, addig Mária magyarországi bevételei továbbra is igen tekintélyesek voltak.”
Bécs 1529-es oszmán ostroma idején Anna a gyermekeivel, a hároméves Erzsébettel, a kétéves Miksával, az egyéves Annával és a június 14-én még Linzben született kis Ferdinánddal, valamint sógornőjével, özvegy Mária királynéval Linzből hajóval Passauba menekültek. Ferdinánd a feleségét és gyermekeit Innsbruckba kívánta tovább küldeni, ami viszont élelmezés tekintetében nem lett volna szerencsés, Mária királyné ezért is szeretett volna inkább Csehországba menni, ahol az özvegység címén neki járó királynéi birtokain kedvezőbb lett volna az ellátás, ezért Mária futárt küldött Ferdinándhoz, de közben megérkezett annak a híre, hogy az oszmán sereg sikertelenül ostromolta Bécset, ezért október 16-án visszavonultak Bécs alól. Ekkor Anna a gyermekeivel és Máriával újra visszatért Linzbe. Ferdinánd közben Passauba utazott, de ott már nem találta a családját, ezután utánuk ment Linzbe. Ferdinánd ekkor Anna királynénak és a gyermekeiknek a már korábban meghatározott Innsbruckot jelölte ki tartózkodási helynek, míg Máriának a bátyja utasítására Linzben kellett maradnia. Mária csak 1530. április végén utazott Innsbruckba, ahol május 8-án találkozott az Innsbruck és Hall között elterülő mezőn a két bátyjával, Károllyal és Ferdinánddal, valamint a sógornőjével, Annával.

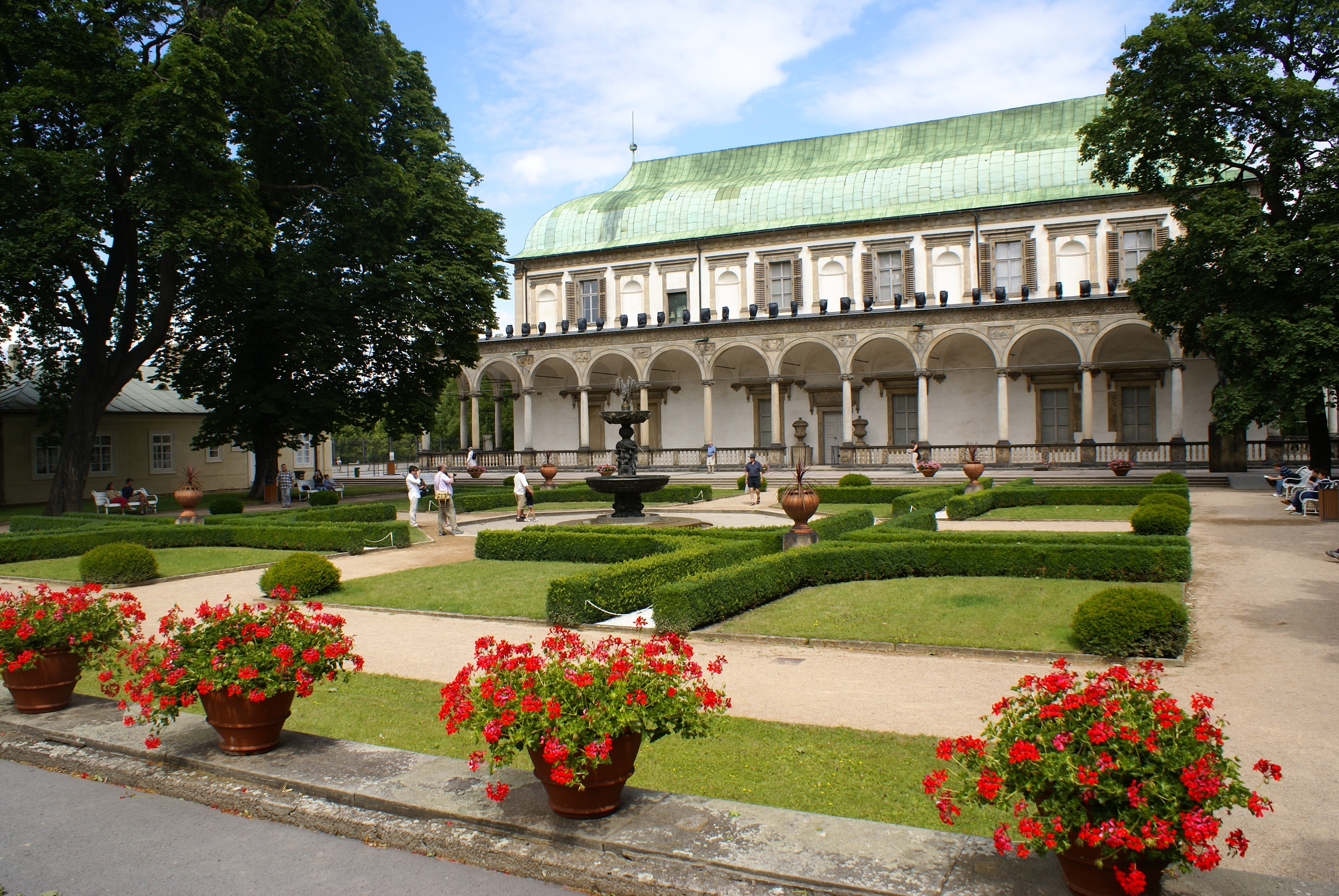
Anna királyné nyári palotája a Hradzsinban, melyet 1538-ban kezdett építtetni I. Ferdinánd a felesége számára Paolo della Stella olasz építészmesterrel.

Anna királynét az 1538-as váradi béke létrejöttének előmozdításához is próbálta megnyerni a Szapolyai-párt, de nem rajta múlott, hogy megmerevedtek egy időre az álláspontok. (a következő szöveg korabeli, XIX. század végi nyelvi stílussal és helyesírással íródott, így némileg eltér a mai változattól): „Ferdinánd király igen szivélyesen érintkezett a követekkel, de csupán mint magánemberekkel. Nem is igen hajlott a békére s a tárgyalások csakhamar megakadtak. János követei Anna királyné közvetitését vették tehát igénybe. A királyné magyar földön született. Politikával nem szokott ugyan foglalkozni, de a legbensőbb szeretet fűzte férjéhez. Mint hitvesről és anyáról, házas életük tisztaságáról az egykorúak mindig az őszinte csodálat hangján szólanak. Kétségkivül a királyasszony is befolyásolhatta tehát férje politikai elhatározásait. Hozzá fordultak a magyar követek s Frangepán érsek a királyné szülőföldje szenvedéseit ecsetelve, könnyes szemmel kérte föl, gyakorolja békitő befolyását férjére s tegye lehetővé, hogy a hosszú viszály kölcsönös engedménynyel egyenlittessék ki. A királyné legkegyesebben fogadta a tisztelgőket, de nem személyesen, hanem Thurzó Elek által, ki pedig kézzel-lábbal a béke meghiusitásán fáradozott, adta meg a választ. Ezt tisztán a politika, a János iránti engesztelhetetlenség sugallta. Azt mondotta, hogy Ferdinánd szintén óhajtja a békét, de abba, hogy János élethossziglan király maradjon, bele nem egyezhetik. Elégedjék meg tehát János a nádori vagy alkirályi méltósággal s megfelelő évdijjal. E rideg álláspontnak újabb támaszt adott egy nagy török követség megjötte. Abból, hogy a szultán Ferdinándhoz követet küldött, azt a merész következtetést vonták, hogy megparancsolta Jánosnak, kössön minden áron békét ellenfelével. Nincs tehát immár választása, hanem kénytelen minden feltételt elfogadni s tulajdonképen kegyelemre megadni magát. Mindebben egy szemernyi igazság sem volt. János semmiféle utasitást nem kapott a portától s igy hideg vérrel mérlegelhette a bécsi ajánlatok előnyeit vagy hátrányait. Tanácsosaival, első sorban György baráttal értekezve, egyszerűen visszautasitotta a képtelen kivánságokat s legföllebb arra volt hajlandó, hogy a kezén maradt országrészért valami adót fizet Ferdinándnak.”
A váradi béke megkötése után már Anna királyné nagybátyja, I. Zsigmond lengyel király sem látta akadályát, hogy „kedvenc unokahúga” ellenében, akit még 1523-ban „saját lányaként” tartott számon, Szapolyai János feleségeként a saját lánya és egyben Anna unokatestvére személyében 1539-ben Magyarország egy újabb, immár harmadik királynéját, Jagelló Izabellát ünnepelhesse Anna és özvegy Mária királyné mellett, főleg, hogy mindhárom asszony a haláláig viselte és megtartotta a Magyarország királynéja címet, bár csak egyedül Anna hunyt el a hivatali ideje alatt.

#### Megbecsültsége
Anna 15 gyermeket szült férjének, akik közül 13 gyermeke érte el a felnőttkort. Édesanyjához hasonlóan, gyermekszülés következtében vesztette életét. 15. gyermeke, Johanna születése (január 24.) után, 1547. január 27-én halt meg gyermekágyi lázban Prágában, és itt a Szent Vitus-székesegyházban helyezték örök nyugalomra földi maradványait. Férje, akit 1564-ben felesége mellé temettek, és akivel családi életük mintaszerű volt, a feleségét a haláláig gyászolta, a gyász jeléül megnövesztette a szakállát is, és az elhunyt feleségéért minden reggel misét mondatott, melyen mindig jelen volt.

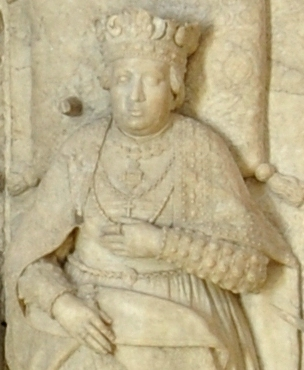
Anna síremléke felülről a prágai Szent Vitus-székesegyházban

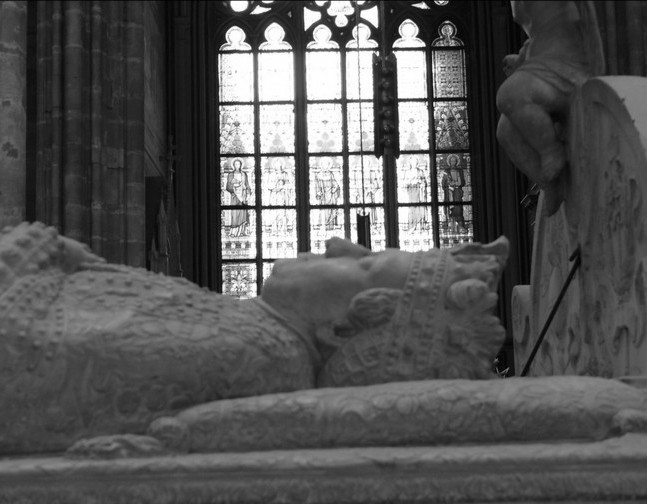
Anna síremléke bal oldalról a prágai Szent Vitus-székesegyházban

Anna özvegye, Ferdinánd egyéb vallásos formában is kifejezte a halott házastársa felett érzett fájdalmát. „A 16. században más európai dinasztiákhoz hasonlóan a Habsburgok reprezentációjában is fontos szerepet játszott az itáliai Loreto. A kegyhely 1598-ban megjelent krónikája szerint Habsburg Mária saját, 30 font súlyú ezüst szobrát küldte Loretóba, 1552-ben pedig I. Ferdinánd adományozott egy másfél láb magas, 31 font súlyú ezüst Mária-szobrot, amelynek lábánál öt évvel korábban meghalt felesége, Jagelló Anna alakja térdelt.”
Anna beszélt magyarul, csehül, latinul és németül, híres volt vallásosságáról, jótékonykodásairól és okosságáról. Öccsének, II. Lajosnak a halála után annak természetes fiáról, Jánosról és unokaöccsének az édesanyjáról, Wass Angelitháról is gondoskodott, aki Annának is a komornája volt Candale-i Anna halála után, és rendszeres pénzbeli segítséget nyújtott nekik a férjével, Ferdinánddal együtt, bár Wass Jánost hivatalosan sohasem ismerték el törvényes gyermeknek.

## Magyar trónöröklési joga
Az 1505. október 13-ai rákosi végzés értelmében a magyar rendek ugyan kifejezésre juttatták azon óhajukat, hogy II. Ulászló fiúörökös nélküli halála esetén többé nem választanak idegen uralkodót, valamint a leányági öröklést, így Anna hercegnő trónöröklési jogát nem ismerik el, és a pozsonyi országgyűlés 1526. december 17-én csak egyedül Anna férjét, Ferdinándot választotta királlyá, ami szerint I. Ferdinánd kizárólag szabad választás jogán jutott a magyar királyi trónra, nem pedig öröklés, a Habsburg–Jagelló házassági szerződés révén, tehát nem Anna hercegnő jogán töltötte azt be, I. Ferdinánd és különösen Anna királyné fontosnak tartotta a trónöröklési jogának elismertetését, és hogy ezt utódaira, elsősorban a fiúutódokra is kiterjessze. Ferdinánd királlyá választásakor nem szabályozták a további trónöröklést, és bár Anna hercegnő elfogadta azt a tényt, hogy belőle nem Magyarország királynője, ellentétben I. (Nagy) Lajos leányával, Mária királynővel 1382-ben, hanem csak királynéja lett, ahogy Anna dédanyja, Zsigmond király lánya, Luxemburgi Erzsébet 1437-ben, ugyanakkor Erzsébet jogait az 1439-es budai országgyűlés (1439. május 29.) elismerte, és férje örökösévé nyilvánította, de Anna a fiai számára igyekezett továbbörökíteni a trónöröklési jogait.
Anna királyné 1532-ben lemondott az akkor már megszületett fiai, Miksa (1527–1576) és Ferdinánd (1529–1595) javára a magyar és cseh trónöröklési jogáról, de fenntartotta magának azt a lehetőséget, hogyha túlélné a férjét, I. Ferdinándot, akkor saját maga kormányozná Magyar- és Csehországot. Anna királyné azonban még a férje életében, 1547. január 27-én gyermekszülés következtében meghalt, ugyanakkor elsőszülött fia, Miksa ekkor már 19 éves volt, és az 1547. november 15-ei nagyszombati országgyűlésen az 1547: 5. törvény kimondta, hogy „[...] az ország rendei és karai magukat nemcsak Ő felsége, hanem örökösei uralmának és hatalmának is örök időre alávetették [...].” E törvény értelmében kérték Ferdinándot, hogy mivel az udvarát nem Magyarország területén tartja, így elsőszülött fia, Miksa jöjjön személyesen az országba, és kormányozzon apja nevében. E törvény ugyan elismerte a Habsburg-ház trónöröklési jogát, bár a trónöröklés rendjét nem szabályozta, és ezzel a trónbetöltés jogalapja a Habsburg-házon belül továbbra is a választás maradt, de csak I. Ferdinánd és Jagelló Anna leszármazottainak biztosította a trónöröklés jogát, Ferdinánd bátyjának, V. Károly német-római császárnak a leszármazottait, azaz a spanyol Habsburgokat kizárta.

## Gyermekei
- Férjétől, I. (Habsburg) Ferdinánd (1503–1564) magyar, cseh, horvát és német királytól, német-római császártól (1556-tól), valamint osztrák főhercegtől, 15 gyermek:

1. Erzsébet (Linz, 1526. július 9. – Vilnius, 1545. június 15.), II. Zsigmond Ágost (1520–1572) lengyel király első felesége, gyermekeik nem születtek
2. Miksa (Bécs, 1527. július 31. – Regensburg, 1576. október 12.). I. Miksa néven, magyar és cseh király, II. Miksa néven német-római császár, felesége Ifjabb Habsburg Mária (1528–1603), V. Károly német-római császár idősebb leánya, 15 gyermek
3. Anna (Prága, 1528. július 7. – München, 1590. október 16.), 1546-ban V. (Nagylelkű) Albert (1528–1579) bajor herceg felesége lett, 7 gyermek
4. Ferdinánd (Linz, 1529. június 14. – Innsbruck, 1595. január 24.), II. Ferdinánd néven Tirol uralkodó hercegesített grófja, 1. felesége rangon alul Welser Filippína (1527–1580), négy gyermek, Gonzaga Anna Katalin (1566–1621) mantovai hercegnő, négy leány
5. Mária (Prága, 1531. május 15. – Hambach, 1581. december 11.), férje III. Vilmos[73] (1516–1592), Jülich, Kleve és Berg hercege, 7 gyermek
6. Magdolna (Innsbruck, 1532. augusztus 14. – Hall, 1590. szeptember 10.) apáca
7. Katalin (Bécs, 1533. szeptember 15. – Linz, 1572. február 28.), 1549-től III. (Gonzaga) Ferenc (1533–1550) mantovai herceg, majd 1. férje halála után, 1553-tól II. Zsigmond Ágost (1520–1572) lengyel király harmadik felesége, egyik házasságából sem születtek gyermekei (egy vetélés a 2. házasságából)
8. Eleonóra (Bécs, 1534. november 2. – Mantova, 1594. augusztus 5.), I. (Gonzaga) Vilmos (1538–1587) mantovai herceg felesége, 3 gyermek
9. Margit (Innsbruck, 1536. február 16. – Hall, 1567. március 12.) apáca
10. János (Prága, 1538. április 10. – Innsbruck, 1539. március 20.)
11. Borbála (Barbara) (Innsbruck, 1539. április 30. – Ferrara, 1572. szeptember 19.), 1565-től II. (Estei) Alfonz (1533–1597) modenai herceg felesége, nem születtek gyermekei
12. Károly (Bécs, 1540. június 3. – Graz, 1590. július 10.), a későbbi II. Ferdinánd német-római császár apja, felesége Wittelsbach Mária Anna (1551–1608) bajor hercegnő, tizenöt gyermekük született
13. Orsolya (Ursula) (Bécsújhely, 1541. július 24. – Innsbruck, 1543. április 30.)
14. Ilona (Bécs, 1543. január 7. – Hall, 1574. március 5.) apáca
15. Johanna (Prága, 1547. január 24. – Firenze, 1578. április 10.), 1565-től I. Ferenc (Francesco de’ Medici) (1541–1587) toszkánai nagyherceg felesége, 8 gyermek